# (463953) 2014 VQ5
(463953) 2014 VQ5 es un asteroide perteneciente al cinturón de asteroides, descubierto el 15 de marzo de 2004 por el equipo Spacewatch desde el Observatorio Nacional de Kitt Peak (Arizona, Estados Unidos).